# Common UNIX Printing System
CUPS (Common UNIX Printing System) – system obsługi urządzeń drukujących dla systemów bazujących na architekturze UNIX.
CUPS zaczął powstawać w 1997 roku, w firmie Easy Software Products. W roku 1999 została wydana pierwsza wersja testowa. Początkowo system ten miał działać, używając protokołu Line Printer Daemon, lecz został on końcowo zastąpiony przez protokół IPP. W roku 2007 główny twórca jak i kod źródłowy zostały przejęte przez firmę Apple Inc.
Obecna wersja CUPS współpracuje z następującymi systemami operacyjnymi: AIX, GNU/Linux, FreeBSD, OS X, HP-UX, IRIX, NetBSD, OpenBSD, Solaris, Tru64.
Konfigurację przeprowadza się poprzez przeglądarkę internetową na porcie 631, np. wpisując http://localhost:631.